# Gravelotte
Gravelotte là một xã trong vùng Grand Est, thuộc tỉnh Moselle, quận Metz-Campagne, tổng Ars-sur-Moselle. Tọa độ địa lý của xã là 49° 06' vĩ độ bắc, 06° 01' kinh độ đông. Gravelotte nằm trên độ cao trung bình là 300 mét trên mực nước biển, có điểm thấp nhất là 221 mét và điểm cao nhất là 325 mét. Xã có diện tích 5,66 km², dân số vào thời điểm 1999 là 652 người; mật độ dân số là 115 người/km². Xã nằm tròn 15 km về phía tây của thành phố Metz.

## Thông tin nhân khẩu
| 1962 | 1968 | 1975 | 1982 | 1990 | 1999 |
| ---- | ---- | ---- | ---- | ---- | ---- |
| 375  | 428  | 508  | 507  | 530  | 652  |